# 江苏农牧科技职业学院
江苏农牧科技职业学院，是位于江苏省泰州市的一所公办普通专科高校，培养农牧专业人才。

## 历史
- 1958年9月，成立泰县农业中等技术学校；
- 1959年1月，与泰州农专合并为泰州市农业专科学校；
- 1961年9月，更名为江苏省泰州畜牧兽医学校；
- 2001年6月，升格为江苏畜牧兽医职业技术学院；
- 2013年4月，更名为江苏农牧科技职业学院。

## 院系
- 动物科技学院
- 动物医学院
- 动物药学院
- 食品科技学院
- 宠物科技学院
- 园林科技系
- 水产科技系
- 经济贸易系
- 信息工程系
- 机电工程系